# Люндеквист, Владимир Яльмарович
Владимир Яльмарович Люндеквист (25 декабря 1884, Санкт-Петербург - 11 января 1920, Петроград) - российский военный, полковник, один из руководителей антисоветского подполья в Петрограде в 1918-1919 гг.

## Биография
Сын генерал-лейтенанта. Окончил Сибирский кадетский корпус и Михайловское артиллерийское училище (1905). В службу вступил в 1902 году. Из училища выпущен подпоручиком. Поручик (1908). Окончил Николаевскую военную академию (1912; по 1-му разряду). По выпуску из академии награжден орденом Св. Станислава 3-й степени. Штабс-капитан (1912). С началом мировой войны назначен обер-офицером для поручений в штабе гвардейского корпуса, переведен в Генеральный штаб капитаном с назначением старшим адъютантом штаба гвардейского корпуса. Ближайший помощник командира корпуса В.М. Безобразова. В дальнейшем продолжал военную штабную карьеру. В 1917 году - исполняющий дела начальника штаба 1-й гвардейской пехотной дивизии, подполковник. Отчислен от должности за болезнью с назначением в резерв чинов при штабе Киевского Военного округа ( октябрь 1917). Военные награды - орден Св. Станислава 2-й ст. с мечами (1914),
орден Св. Владимира 4-й ст. с мечами и бантом (1915), орден Св. Анны 2-й ст. с мечами (1915), орден Св. Анны 4-й ст. (1915).
К концу 1917 года вернулся домой в Петроград. Мобилизован в Красную Армию в феврале 1919 года и назначен начальником штаба 1-й стрелковой дивизии. Затем начальник штаба Петроградской группы 7-й армии. Этому штабу подчинялся Карельский участок, где была расположена 19-я стрелковая дивизия, крепость Кронштадт, небольшая полоса побережья Финского залива. С апреля 1919 года командующий Олонецким фронтом. В начале июля 1919 года был назначен начальником штаба 7-й Красной армии.
Входил в состав подпольной организации Национального центра, готовившей восстание в Петрограде при подходе к городу Северо-Западной армии генерала Юденича. 30 сентября 1919 года был назначен начальником штаба 11-й армии, находившейся в Астрахани. Его личность вызывала подозрения советского партийного руководства. В этой связи характерно донесение Реввоенсовета 7-й армии за подписями А. Розенгольца, Г. Зиновьева и В. Шатова от 18 сентября 1919 г. (№621) на имя Троцкого и его заместителя Склянского: «Наштарм 7 — швед по национальности (Люндеквист), семья его в Крыму, кроме того, по заключению комиссара штаба, проникнут англофильством. При этих условиях считаем опасным оставление его на посту наштаба на фронте непосредственного соприкосновения с англичанами. Просим откомандировать его, заменив соответствующим заместителем».
Не выполнил приказа, сказался больным и остался в Петрограде, оформив свою госпитализацию в клинике на Суворовском проспекте. Это не мешало ему регулярно присутствовать на собраниях участников подготовки восстания. По описанию советских историков, составил подробный план захвата Петрограда. Его отрыв от штаба 7-й армии серьезно расстроил планы заговорщиков. Это привело к тому, что в решающие дни во время наступления Северо-Западной армии на предместья Петрограда, 4-й минно-подрывной дивизион В.И. Карпова прибыл в Царское Село для захвата штаба 7-й армии тогда, когда этот штаб уже перешел на новый командный пункт в Петрограде. Наиболее благоприятный момент для антисоветского восстания был тогда, когда 20-21 октября войска Северо-Западной армии достигли окраины Лигова, вели бои за Пулково и заняли Царское Село и Павловск. Люндеквист не решился в эти дни отдать приказ о начале восстания.

...это был сравнительно тяжелодум и медлитель» (бывший начальник Люндеквиста по службе в войсках гвардии генерал Б.В. Геруа).
ЧК вышла на его след случайно. При аресте 25 ноября 1919 года пытался бежать из клиники, выпрыгнув из окна второго этажа, однако был арестован.  Согласно показаниям после ареста, участвовал в подготовке восстания в Петрограде командиром 4-го минно-подрывного дивизиона В.И. Карповым, к тому времени перешедшим со всем дивизионом к белым. Если верить его показаниям на следствии, он получил директиву из штаба генерала Юденича с указанием, «чтобы выступление было в тот момент, когда войска Юденича будут подходить к Обводному каналу». Его дело недоступно для исследователей. Всего по этому делу Петроградской ЧК, Особого отдела ВЧК и Особого отдела 7 армии было арестовано более 300 человек.
Расстрелян в Петрограде как участник контрреволюционного заговора.